# Tripofobia

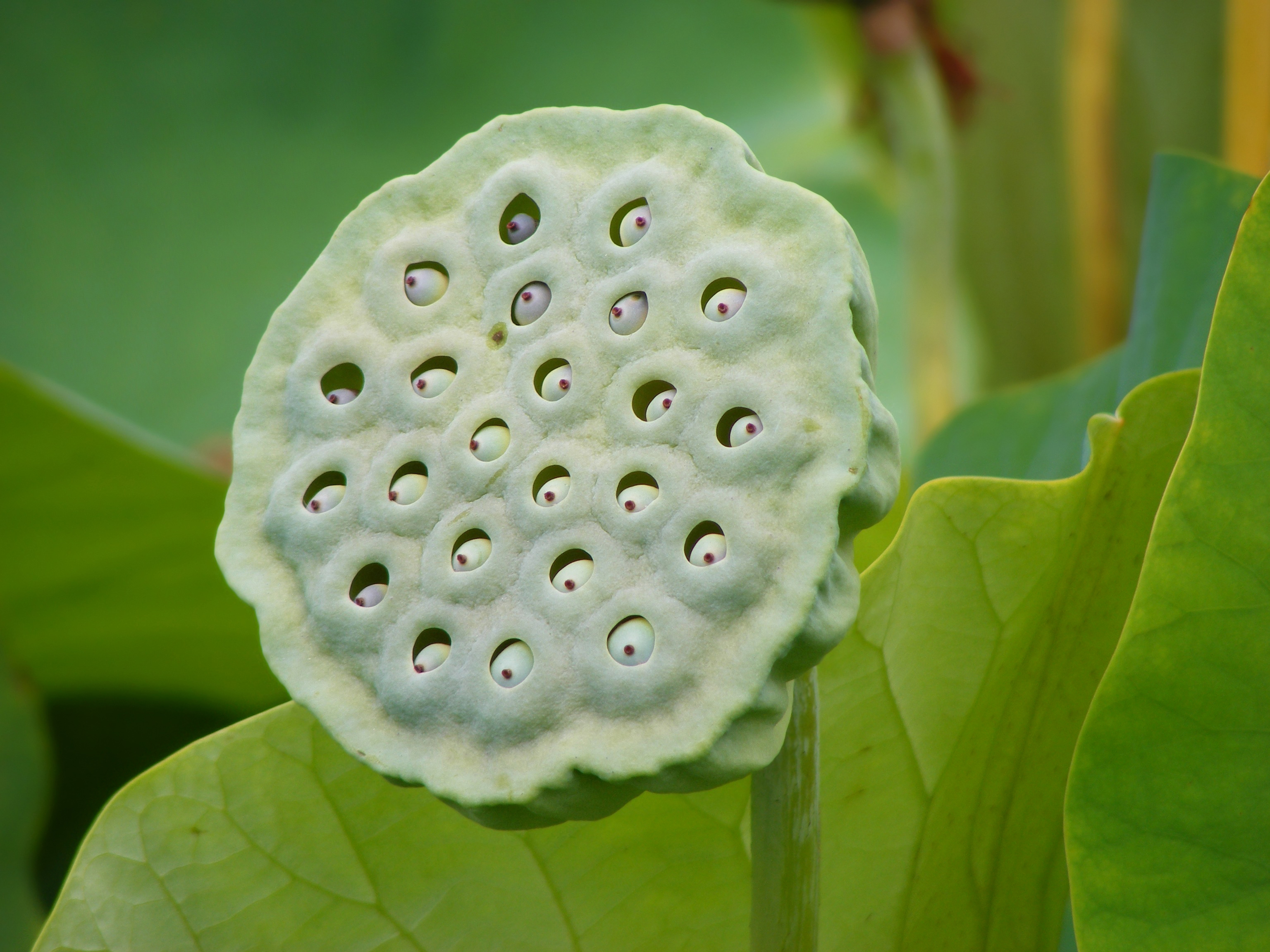
Algunas personas han asociado los orificios de la parte superior de la semilla del loto como causantes de ansiedad.

La tripofobia (a veces llamada fobia al patrón repetitivo o miedo a los agujeros) es el miedo o repulsión generado al mirar o al estar cerca de figuras geométricas muy juntas, especialmente orificios pequeños y rectángulos muy pequeños. No está incluida en el Manual diagnóstico y estadístico de los trastornos mentales, sin embargo hay personas que afirman tener miedo de objetos con agujeros pequeños aglomerados, como los que se ven en panales, hormigueros, ciertos hongos y los frutos del loto. La investigación es limitada, y Arnold Wilkins y Geoff Cole aseguran ser los primeros en investigarla científicamente. El término se acuñó en el 2005, como una combinación del griego τρῦπα trypa ‘agujero’ y fobia ‘miedo’. En 2010, una encuesta informal hecha por un grupo de servicios financieros para un programa de mercadotecnia citó la tripofobia, el temor de los agujeros o grupos de agujeros, como el segundo mayor temor, detrás del miedo a los objetos de madera (conocida como xilofobia).

## Síntomas
Algunos de sus síntomas son cosquilleos, comezón o picazón en el cuerpo, ansiedad e incluso náuseas. Según la gravedad estos puede variar de intensidad y frecuencia. Esta fobia puede estar relacionada con el miedo a los parásitos o a las infecciones. Si bien sabemos que tiene un origen evolutivo relacionado con la supervivencia.[cita requerida]

## Tratamiento
Al igual que con otras fobias, la tripofobia tiene tratamiento; aunque no sólo existe uno, sino varios tratamientos posibles, entre los que encontramos la desensibilización sistemática y la terapia cognitivo conductual.

## Fobias similares
No hay que confundirla con la dermatopatofobia. En la red, suelen confundirse imágenes reales o simuladas de estas dos fobias, en las cuales se muestran patrones de infecciones, erupciones o lesiones cutáneas o en el área de los ojos en personas, que pueden producir una impresión fuerte de miedo, asco o repulsión.
Realmente la tripofobia no es una fobia como tal, ya que en estas la emoción predominante es el miedo o pavor, mientras que en la dermatopatofobia lo es el asco.